# 外耳道
外耳道(がいじどう、英: ear canal)とは、外耳の一部で、外耳道孔（いわゆる耳の穴）から鼓膜まで続く、一方が閉鎖された管状の器官である。空気中を伝わってくる音の聞こえに関係のある部分でもある。日常語では漠然と耳の穴と呼ばれている。

## 概要
ヒトの外耳道は、頭部の左右のほぼ同じ位置に1対存在する。左右それぞれ1本の管となっているが、左右共に管の途中で性質が変わる。このため、外耳道孔に近い手前側の約半分が外耳道軟骨部と呼ばれ、鼓膜に近い奥側の約半分が外耳道骨部と呼ばれ、両者は区別される。なお、外耳道軟骨部と外耳道骨部との境界部は、峡部と呼ばれる。

### 外耳道軟骨部
外耳道軟骨部は、外耳道骨部と比べると皮膚が厚く、毳毛（ぜいもう）が生えている。この部分には皮脂腺や耳垢腺が存在するので、ここを見ると、しばしば耳垢が観察される。

### 外耳道骨部
外耳道骨部は、外耳道軟骨部と比べると皮膚が薄く、毳毛も生えていない。さらに皮脂腺も耳垢腺も存在しない。なお、鼓膜の外耳道側の表面には皮膚組織が存在するが、この皮膚は外耳道骨部の皮膚と一続きになっている。また、鼓膜の辺縁部にある鼓膜輪も、この外耳道骨部にしっかりと密着している。

## 共鳴管としての外耳道
外耳道全体は、一方が閉鎖された管となっており、これは閉管の一種と見ることができる。したがって、この部分は閉管として共鳴（共振）を起こす。これにより、外から入ってきた音の周波数が、共鳴を起こす周波数であった場合、その周波数の聞こえが良くなるという効果がある。ヒトの外耳道の長さはある程度決まっている（管の長さによって共鳴する音の周波数が決まる）ので、その周波数は、3 kHz - 4 kHzの間にある。この周波数では、約10 dBの音圧上昇効果があるとされる。ところで、ヒトの気導聴力（空気中から入ってきた音の聴力）で最高感度となっているのは、ちょうど3 kHz - 4 kHz付近である（詳しくは、等ラウドネス曲線を参照）。この周波数帯がヒトの気導聴力の最高感度となっているのは、この外耳道の共鳴によるものであると言われている。

## 外耳道の閉鎖
ヒトの場合、正常な外耳道は、鼓膜によって行き止まりになっているだけで、身体の外側に向けて開口している。しかし、産まれながらに外耳道が閉鎖しているという奇形も存在し、そのような奇形を持つ例としてトリーチャーコリンズ症候群が知られている。また、外耳道の皮膚への細菌感染によって、外耳道の皮膚が腫れ上がり、結果、外耳道が完全に閉塞する場合もある。ただし、細菌感染による外耳道の閉塞は一時的なものであり、適切な対処をすれば回復が望める。

## 耳掻きの問題
耳掻きを習慣とする地域も存在するが、耳掻きを行ったことで外耳道を傷つけてしまう場合がある。さらに、この傷は細菌などが感染する原因ともなり得る。また、耳掻きは、外耳湿疹（外耳道の皮膚にできた湿疹）の原因ともなり得る。したがって、もしも耳掻きを行うのであれば注意が必要である。